# Печёнкин, Григорий Борисович
Григорий Борисович Печёнкин — советский хозяйственный и государственный деятель, лауреат Государственной премии СССР за выдающиеся достижения в труде.

## Биография
Родился в 1937 году в Иркутской области. Член КПСС.
В 1959—1992 — машинист, старший машинист шагающего экскаватора разреза «Сафоновский» треста «Востсибуголь» Министерства угольной промышленности СССР.
За большой личный вклад в увеличение добычи угля был в составе коллектива удостоен Государственной премии СССР за выдающиеся достижения в труде 1986 года.
Делегат XVIII съезда профсоюзов СССР.
Жил в Партизанске.

## Награды
- Орден Ленина
- Орден Трудового Красного Знамени
- Орден Трудовой Славы III степени